# Municipio de Jackson (condado de Osborne)
El municipio de Jackson (en inglés: Jackson Township) es un municipio ubicado en el condado de Osborne en el estado estadounidense de Kansas. En el año 2010 tenía una población de 35 habitantes y una densidad poblacional de 0,38 personas por km².

## Geografía
El municipio de Jackson se encuentra ubicado en las coordenadas 39°10′10″N 98°40′0″O / 39.16944, -98.66667. Según la Oficina del Censo de los Estados Unidos, el municipio tiene una superficie total de 93.11 km², de la cual 93,03 km² corresponden a tierra firme y (0,09 %) 0,08 km² es agua.

## Demografía
Según el censo de 2010, había 35 personas residiendo en el municipio de Jackson. La densidad de población era de 0,38 hab./km². De los 35 habitantes, el municipio de Jackson estaba compuesto por el 91,43 % blancos y el 8,57 % eran de una mezcla de razas. Del total de la población el 0 % eran hispanos o latinos de cualquier raza.